# Ligier JS35
Chronologie des modèles (1991)
Ligier JS33B Ligier JS37
La Ligier JS35 est la monoplace de Formule 1 engagée par l'écurie française Ligier dans le cadre du championnat du monde de Formule 1 1991. Elle est pilotée par le Belge Thierry Boutsen, en provenance de l'écurie Williams, et le Français Erik Comas, champion international de Formule 3000 1990 qui fait ses débuts en Formule 1. La JS35 se distingue de sa devancière par son moteur V12 Lamborghini. Une nouvelle version de cette monoplace, la JS35B, est engagée à partir de la septième manche de la saison, le Grand Prix de France.

## Historique
Le championnat 1991 est une saison de transition pour Ligier qui troque son moteur V8 Ford-Cosworth contre un moteur V12 Lamborghini, en attendant de recevoir le bloc V10 Renault en championnat 1992. La conception de la JS35 est confiée au nouveau directeur technique Frank Dernie, assisté de Loïc Bigois et Michel Beaujon. La JS35, développée dans la nouvelle soufflerie installée à Magny-Cours, dispose d'une boîte de vitesses semi-automatique X-Trac.
Ligier, dont la onzième place au championnat du monde des constructeurs la saison précédente la condamnait à l'écueil des préqualifications en 1991, en est finalement dispensée à la suite de la perte de la sixième place de l'écurie Larrousse, qui a omis de mentionner que Lola Cars fournissait ses châssis. Bernie Ecclestone propose finalement aux deux écuries rivales de se partager les droits télévisés accordés au dixième du championnat, en échange de quoi celles-ci sont exemptées de se présenter aux séances de préqualifications.
Pour le Grand Prix des États-Unis, première manche de la saison, la JS35 souffre d'une adhérence aléatoire : Erik Comas échoue à se qualifier, tandis que Thierry Boutsen, élancé de la vingtième place, abandonne au quarante-deuxième tour de la course à la suite de la casse de son moteur Lamborghini. Lors de la manche suivante, au Brésil, Comas essuie à son tour les problèmes du bloc italien, dont une fuite d'huile enflamme sa monoplace en course, le contraignant à l'abandon.
À Saint-Marin et à Monaco, Boutsen termine septième à deux reprises, ce qui constitue le meilleur résultat de l'écurie française cette saison,. Le patron de l'écurie, Guy Ligier, est très satisfait de son premier pilote qui doit pourtant composer avec une monoplace dont il déplore les performances : « C'est vraiment un tout bon. Il travaille comme un chien et ne se plaint jamais ».
À partir du Grand Prix de France, septième manche de la saison, une version B de la JS35 est engagée. Celle-ci se distingue par des pontons, des radiateurs et des extracteurs redessinés, ainsi qu'un nouveau fond plat et un nouveau système de refroidissement. En qualifications, Comas et Boutsen se qualifient en quatorzième et seizième positions. En course, les pilotes Ligier terminent derniers, en onzième et douzième places,,. Néanmoins, la JS35B s'avère aussi peu véloce que sa devancière : en Grande-Bretagne, Comas échoue à se qualifier tandis que Boutsen abandonne à mi-course à cause d'une nouvelle défaillance du moteur Lamborghini.
Lors des essais libres du samedi, au Grand Prix d'Allemagne, Comas perd le contrôle de sa JS35B au moment d'aborder la chicane de l'Ostkurve du circuit d'Hockenheim : sa monoplace s'écrase contre la barrière de pneumatiques et finit sa course retournée sur la piste. Le Français est secouru : muni d'une minerve, il est héliporté vers l’hôpital de Mannheim où aucune blessure n'est décelé. Autorisé à prendre part aux qualifications, il se qualifie en vingt-sixième position, mais abandonne en course à la suite d'un problème de pression d'huile.
Alors que les pilotes Ligier se battent dans l'anonymat du fond de grille en fin de championnat, Guy Ligier prépare le futur de son écurie. En marge du Grand Prix de Hongrie, Ligier recrute l'ingénieur Gérard Ducarouge, qui avait déjà travaillé pour l'écurie française entre 1976 et 1981. Le Français est chargé de concevoir la nouvelle Ligier JS37 avec Frank Dernie. En Belgique, Nelson Piquet, déçu de sa fin de carrière avec Benetton Formula, se rend dans le motorhome de l'écurie française où il postule pour 1992, pensant que le futur moteur Renault sera plus performant que le bloc Ford-Cosworth de l'équipe italienne. Finalement, le Brésilien se désiste. En marge du Portugal, Ligier prend contact avec Alain Prost, avec qui il souhaite monter un projet d'« Écurie bleue » qui serait soutenue par Renault et Elf.
À l'issue du championnat, l'écurie Ligier termine treizième du championnat du monde des constructeurs, sans marquer un seul point.

## Résultats en championnat du monde de Formule 1
| Saison | Écurie         | Moteur               | Pneumatiques | Pilotes         | Courses | Courses | Courses | Courses | Courses | Courses | Courses | Courses | Courses | Courses | Courses | Courses | Courses | Courses | Courses | Courses | Points inscrits | Classement |
| Saison | Écurie         | Moteur               | Pneumatiques | Pilotes         | 1       | 2       | 3       | 4       | 5       | 6       | 7       | 8       | 9       | 10      | 11      | 12      | 13      | 14      | 15      | 16      | Points inscrits | Classement |
| ------ | -------------- | -------------------- | ------------ | --------------- | ------- | ------- | ------- | ------- | ------- | ------- | ------- | ------- | ------- | ------- | ------- | ------- | ------- | ------- | ------- | ------- | --------------- | ---------- |
| 1991   | Ligier Gitanes | Lamborghini V12 3512 | Goodyear     |                 | USA     | BRÉ     | SMR     | MON     | CAN     | MEX     | FRA     | GBR     | ALL     | HON     | BEL     | ITA     | POR     | ESP     | JAP     | AUS     | 0               | 13e        |
| 1991   | Ligier Gitanes | Lamborghini V12 3512 | Goodyear     | Thierry Boutsen | Abd     | 10e     | 7e      | 7e      | Abd     | 8e      | 12e     | Abd     | 9e      | Abd     | 11e     | Abd     | 16e     | Abd     | 9e      | Abd     | 0               | 13e        |
| 1991   | Ligier Gitanes | Lamborghini V12 3512 | Goodyear     | Erik Comas      | Nq      | Abd     | 10e     | 10e     | 8e      | Nq      | 11e     | Nq      | Abd     | 10e     | Abd     | 11e     | 11e     | Abd     | Abd     | 18e     | 0               | 13e        |

Légende : ici 